# Marketing efektywnościowy
Marketing efektywnościowy, reklama efektywnościowa (ang. performance marketing) – model reklamy internetowej nastawiony na uzyskanie pożądanego efektu w postaci konkretnych aktywności odbiorców. Jego celem nie jest budowa wizerunku marki, lecz przełożenie wypracowanego już wizerunku na pożądane działania odbiorców. Charakterystyczny w marketingu efektywnościowym jest tzw. efektywnościowy model rozliczeń, czyli rozliczenie za osiągnięcie pożądanej akcji.
W performance marketingu reklamodawca nie płaci za liczbę odsłon reklamy, lecz za konkretne czynności wykonane przez użytkowników, takie jak np. wejście na stronę, rejestracja w serwisie czy wypełnienie formularza.

## Przykładowe modele rozliczeń w marketingu efektywnościowym
- CPC (Cost Per Click) – koszt za kliknięcie, np. w link reklamowy
- CPC (Cost Per Call) – koszt za połączenie
- CPL (Cost Per Lead) – koszt za namówienie, np. do rejestracji w serwisie lub za zapis do newslettera
- CPA (Cost Per Action) – koszt za akcję lub pozyskanie, np. wysłanie zapytania o ofertę
- CPO (Cost Per Order) – koszt za złożenie zamówienia
- CPS (Cost Per Sale) – koszt za sprzedaż (prowizja)
- CPM (Cost Per Mille) – koszt za tysiąc wyświetleń[2]
- model hybrydowy, czyli połączenie dwóch powyższych modeli, np. CPC+CPO, CPC+CPL itp.

Marketing efektywnościowy może być prowadzony przy pomocy wielu narzędzi reklamowych, takich jak reklama typu display, social media marketing, e-mail marketing, mobile marketing bądź programy partnerskie i lojalnościowe.